# Graziella (film, 1926)
Pour les articles homonymes, voir Graziella (homonymie).
Pour plus de détails, voir Fiche technique et Distribution.
Graziella est un film muet français réalisé par Marcel Vandal, sorti en 1926.
Il s'agit d'une adaptation du roman d'Alphonse de Lamartine paru sous ce titre en 1852.

## Fiche technique
- Titre : Graziella
- Réalisation : Marcel Vandal
- Scénario : Edmond Épardaud, d'après le roman d'Alphonse de Lamartine
- Photographie : René Guichard, Marcel Laumann et René Moreau
- Producteurs : Charles Delac, Marcel Vandal
- Société de production : Le Film d'art
- Société de distribution : Les Etablissements Georges Petit
- Pays de production :  France
- Langue : film muet avec les intertitres  en français
- Format : Noir et blanc — 35 mm — 1,33:1 — Muet
- Dates de sortie : 
  - France : 23 juillet 1926

## Distribution
- Nina Vanna : Graziella[1]
- Jean Dehelly : Alphonse de Lamartine
- Antonin Artaud : Cecco
- Émile Dehelly : Lamartine âgé
- Sylviane de Castillo : Mme de Lamartine
- Raoul Chennevières :
- Michel Sym : de Virieux
- Georges Chebat : Beppo